# Zmizelá (film)
Zmizelá (v anglickém originále Gone Girl) je film natočený podle stejnojmenného románu americké autorky Gillian Flynnové v roce 2014.
Jedná se o drama detektivní thriller režiséra Davida Finchera, který stál u zrodu filmů jako Podivuhodný případ Benjamina Buttona, The Social Network nebo Muži, kteří nenávidí ženy. Hlavní zápletka se točí okolo záhadného zmizení Amy Dunne, manželky Nicka Dunna, v den pátého výročí svatby. Hlavní role manželů zvtárnili Rosamund Pikeová a Ben Affleck. Film získal několik nominací na Zlatý glóbus nebo ceny BAFTA.
Film měl světovou premiéru na 52. filmovém festivalu v New Yorku 26. září 2014.

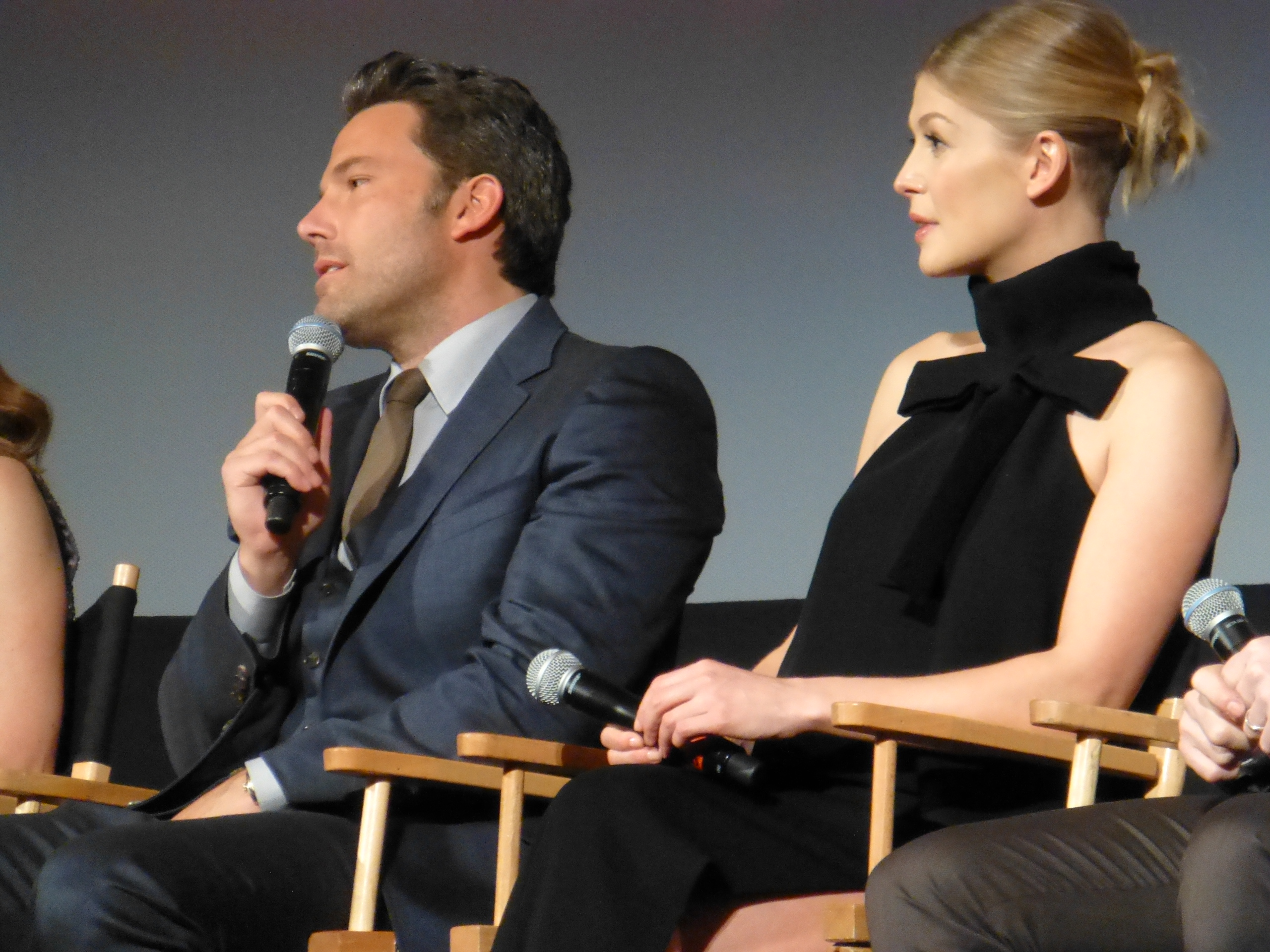
Premiéra filmu na 52. filmovém festivale v New Yorku, říjen 2014

## Obsah
V den pátého výročí svatby se Nick Dunne vrací domů, kde nachází, namísto své ženy, otevřené dveře, rozbitý konferenční stolek a stopy krve. Vše naznačuje tomu, že byla Amy unesena. Za pomoci jejích rodičů vyhlásí okamžitě celostátní pátrání. Případ se ihned stává středem zájmu médií, která se v něm snaží nalézt senzaci. Amy je pro veřejnost známa díky sérii výchovných románů pro děti a mládež, kterou napsali její rodiče, protože posloužila jako předloha hlavní hrdince knih. Paralelně s tím probíhá také vyšetřování, které kromě Amy hledá i pachatele, jenž má její zmizení na svědomí. Všechny nalezené důkazy a svědectví Amyiných blízkých však ukazují právě na Nicka. Ten se okamžitě stává hlavní podezřelým, čemuž napomáhají i senzacechtivá média.

## Obsazení
- Rosamund Pikeová jako Amy Dunneová
- Ben Affleck jako Nick Dunne
- Neil Patrick Harris jako Desi Collings
- Tyler Perry jako Taner Bolt
- Emily Ratajkowski jako Andie Hardyová
- Carrie Coon jako Margo Dunneová